# Kąty Węgierskie (wieś)
Kąty Węgierskie – wieś sołecka w Polsce położona w województwie mazowieckim, w powiecie legionowskim, w gminie Nieporęt.
| SIMC    | Nazwa    | Rodzaj     |
| ------- | -------- | ---------- |
| 1053719 | Anusinek | przysiółek |

Według stanu na dzień 31 grudnia 2009 roku sołectwo posiadało 1391 ha powierzchni i 614 mieszkańców.